# Avia (voitures)
Pour les articles homonymes, voir Avia.
Avia est une marque commerciale espagnole de véhicules utilitaires à 3 et 4 roues, créé en 1957 par la société AISA - Aeronáutica Industrial S.A..

## Histoire
En 1923, Jorge Loring Martínez crée dans la province de Madrid la société "Talleres J. Loring" pour fabriquer du matériel aéronautique. En 1934, la société se transforme en société anonyme et sa raison sociale devient AISA - Aeronáutica Industrial S.A. dont l'objet est la fabrication d'avions d'entrainement pour l'armée de la République espagnole.
En 1957, voulant se développer et profiter de l'essor de l'économie espagnole, il décide de s'aventurer dans la fabrication de véhicules utilitaires à trois et quatre roues, comme il l'avait vu en Italie. Les véhicules porteront la marque AVIA.
Le premier véhicule commercial sera le triporteur Avia 200, équipé d'un moteur Hispano Villiers de 197 cm3 développant 8,4 ch, offrant 500 kg de charge utile. Ce véhicule est resté en production jusqu'en 1963.
En 1960, il présente à la Foire de Barcelone le prototype de son premier camion léger : l'Avia 2500, dont la fabrication a débuté en 1961 équipé d'un moteur Perkins de 61 ch. Pour réaliser ce projet, AISA a été aidé par la bureau d'études de Pegaso qui avait pris une participation de 33% dans la société AISA via le truchement de la société industrielle d'Etat INI.
En 1962, la marque lance le modèle Avia 3500 avec un moteur Perkins de 4.192 cm3 développant 68 ch et en 1964 le minibus Avia pour 15 passagers. À partir de cette même année, les modèles AVIA seront fabriqués sous licence par SODAG au Portugal. La gamme se développe avec le modèle 6500. En 1973, le modèle 7000 apparaît. (Nota : le numéro du modèle correspond à sa charge utile).
Au milieu des années 1970, l'intérêt de AISA se porte sur les autobus. La marque lance un modèle avec 40 sièges. Pour ce projet, AISA s'associe avec Motor Ibérica, maison mère du constructeur Ebro, son principal concurrent.
En 1977, Motor Ibérica rachète la marque Avia. Lorsque Nissan Motors racheta totalement Motor Ibérica en 1987, la marque Avia a disparu .

## Modèles fabriqués
Une des réalisations les plus intéressantes de Avia fut le camion de pompiers Avia-Deutz fabriqué par la filiale espagnole de Klöckner Humbolt Deutz - Magirus-Deutz. Construit sur un châssis Avia 3500 L, il avait un moteur Deutz refroidi par air et l'aménagement pompiers Magirus.
- Avia 200 Triporteur
- Avia 50S
- Avia 1000, 1250 & 2000
- Avia 1500
- Avia 2500
- Avia 3500
- Avia 4000
- Avia 6500
- Avia 7000
- Avia 35 L

## Galerie d'image

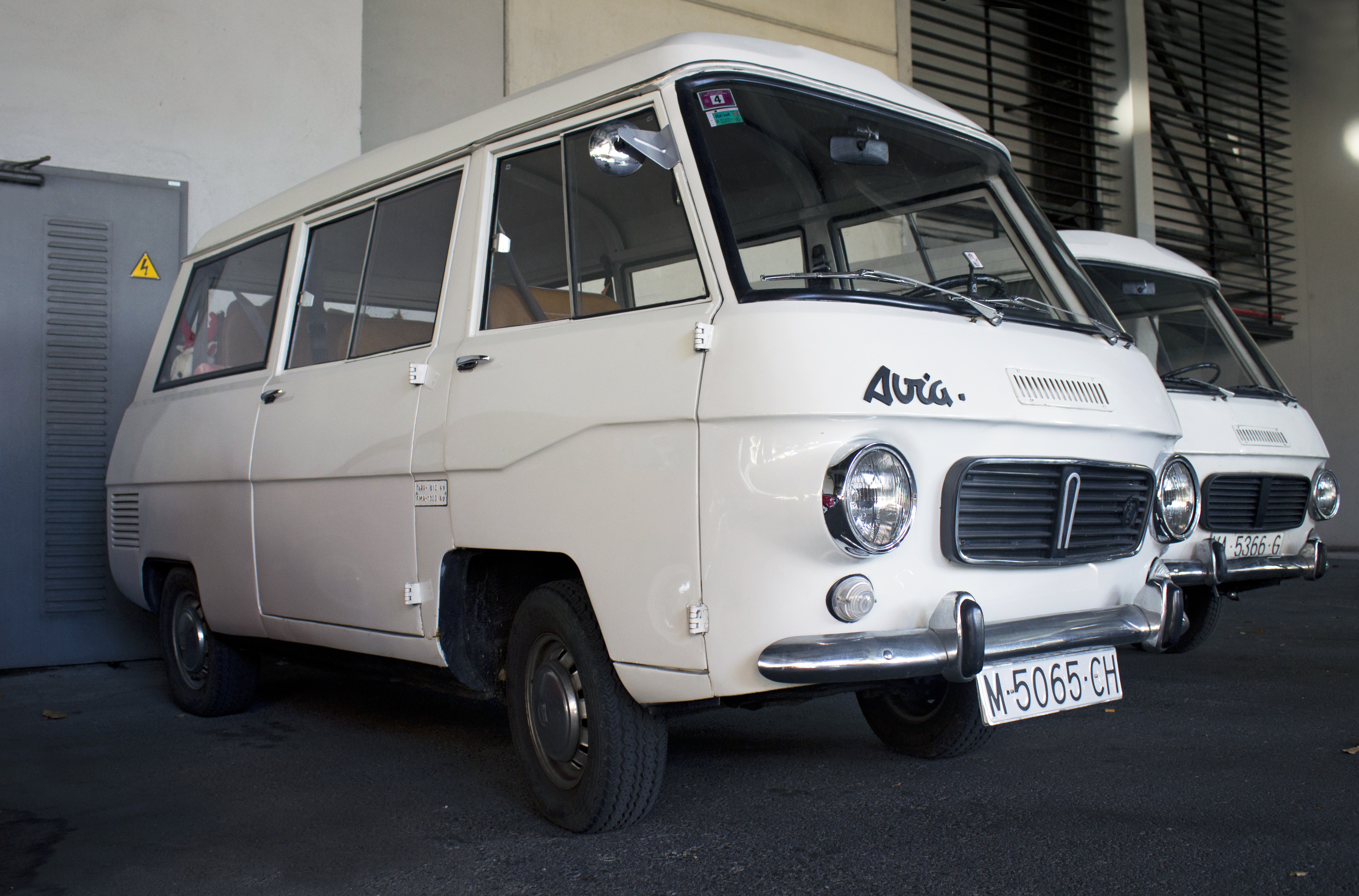
Fourgonnette Avia 50S (1977)
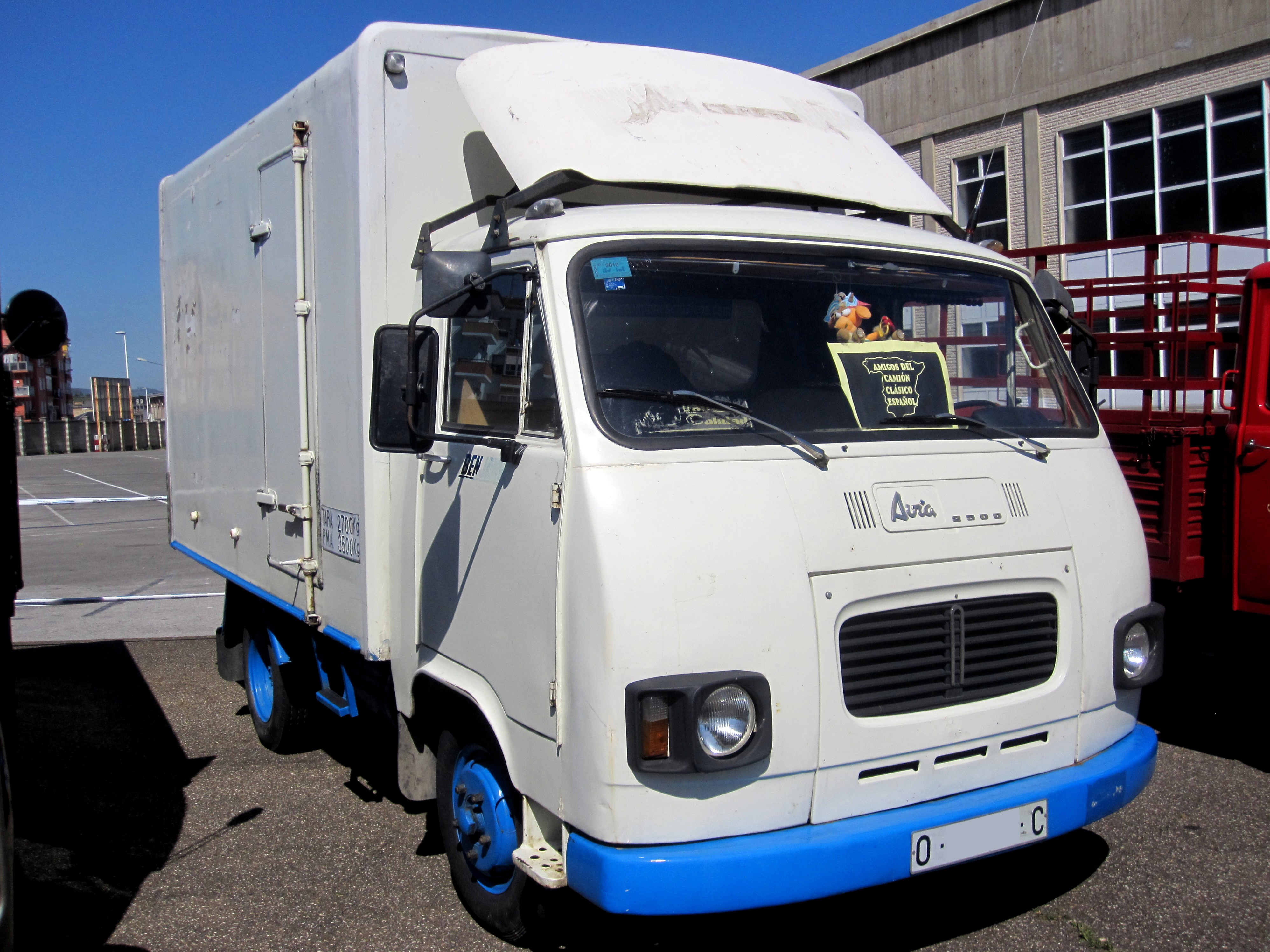
Avia 2500 (1973)
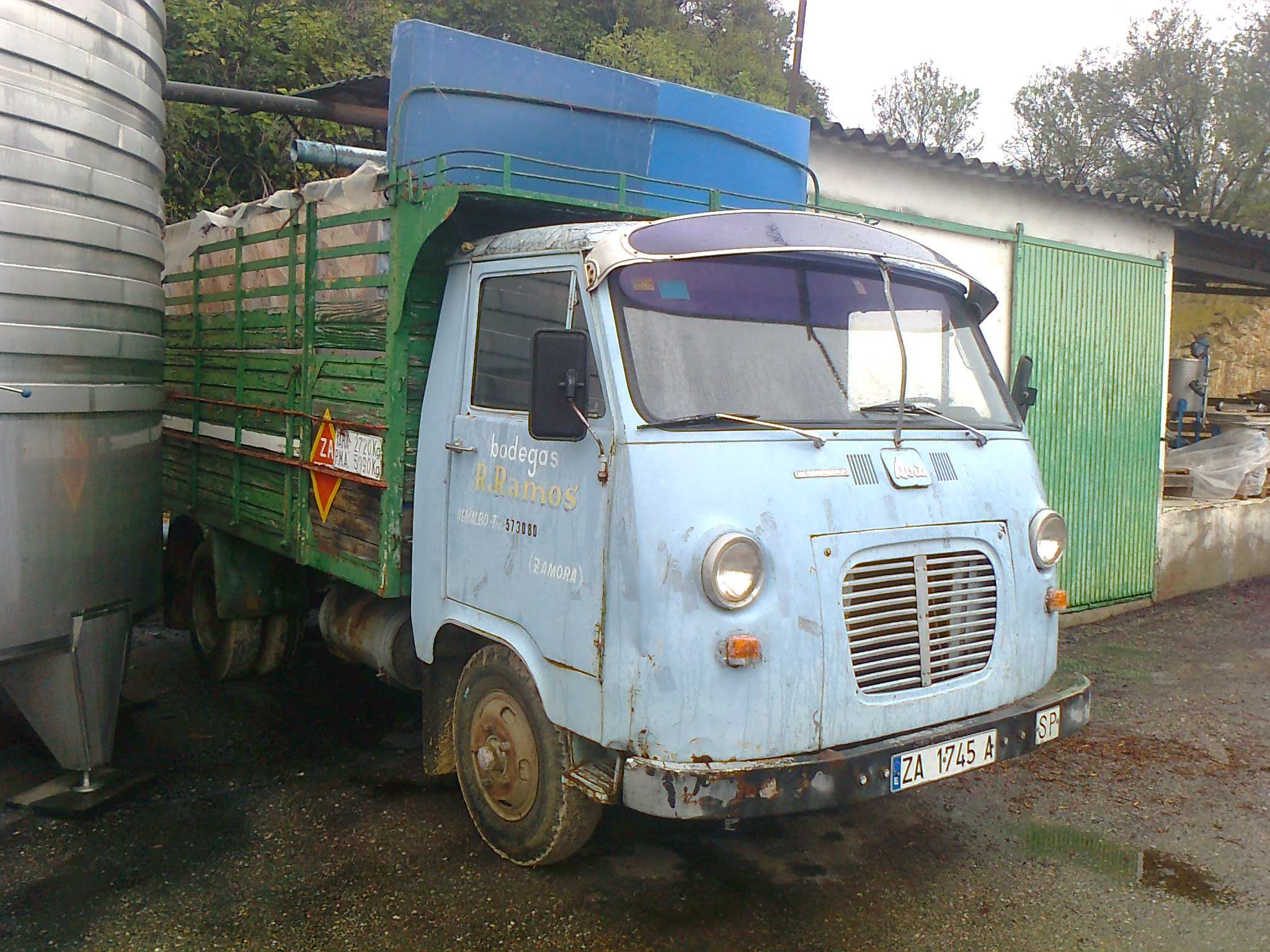
Avia 4000L (1972)
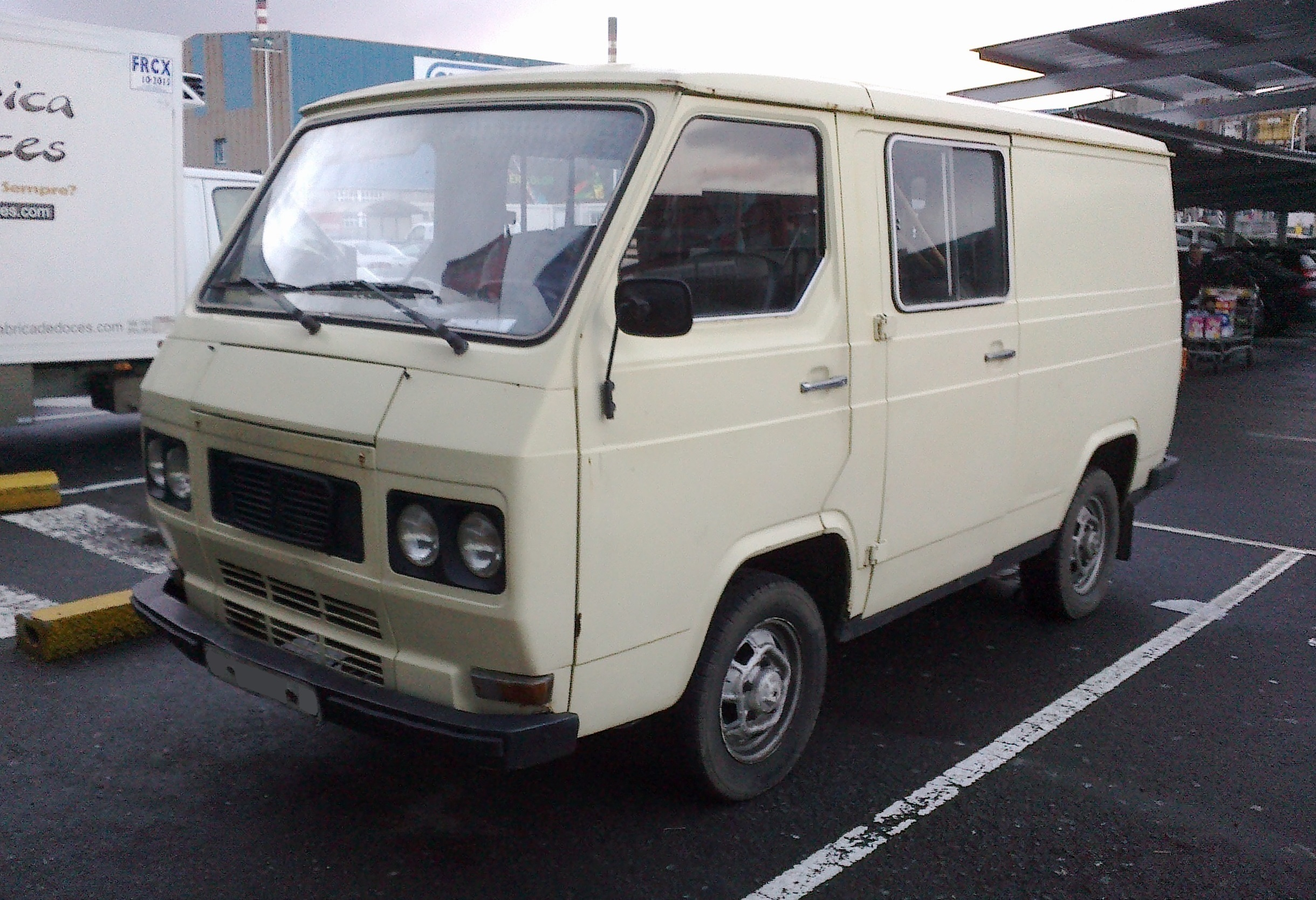
Fourgon Avia 1000, 1250 & 2000, identique aux fourgons Ebro F260, F275 & F350
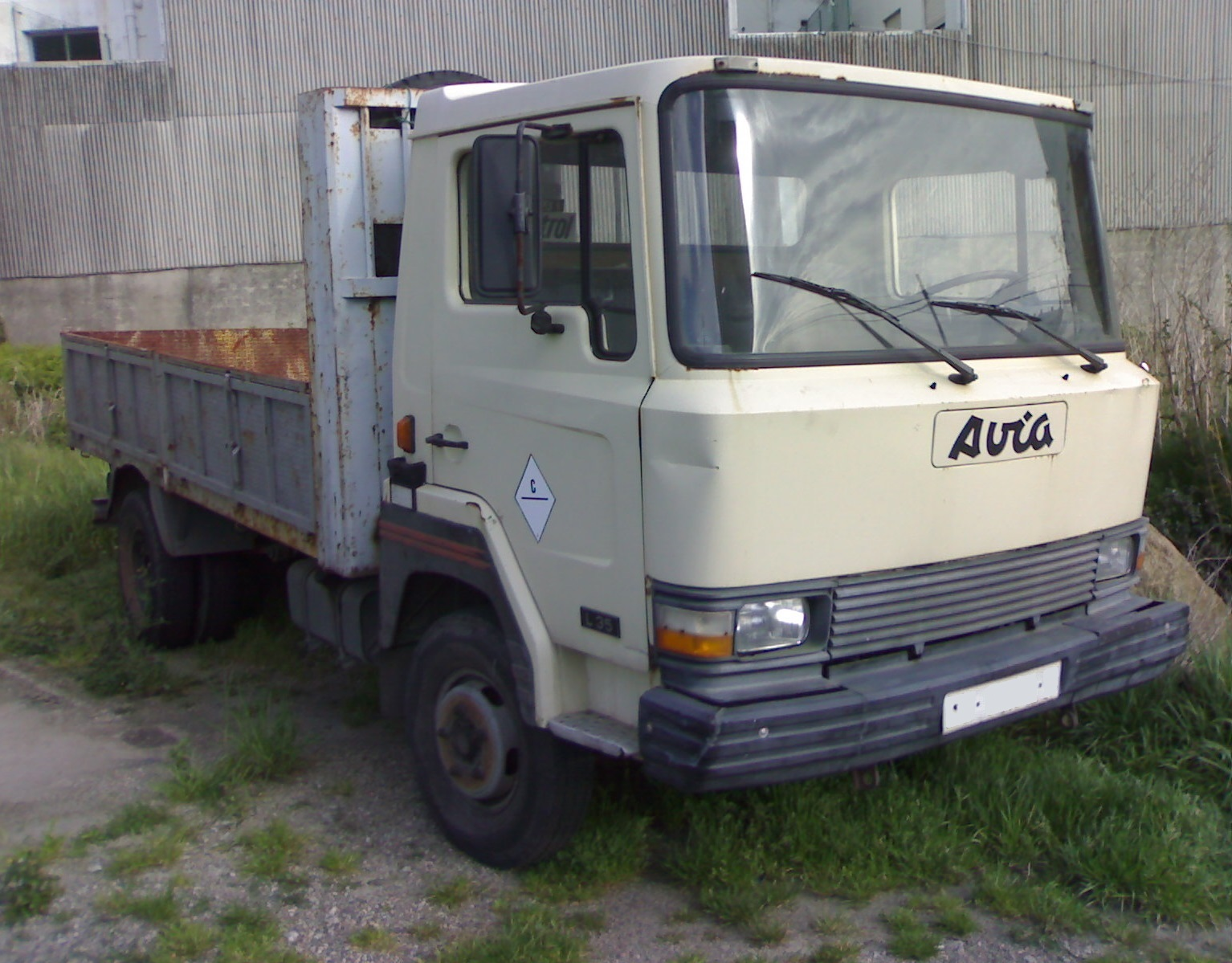
Camion Avia 35 L, identique aux Ebro séries L & M